# Viridifusus maximus
Viridifusus maximus is een slakkensoort uit de familie van de Fasciolariidae. De wetenschappelijke naam van de soort is voor het eerst geldig gepubliceerd in 1893 door G.B. Sowerby III.